# Melodifestivalen 1980
Das Melodifestivalen 1980 war der schwedische Vorentscheid für den Eurovision Song Contest 1980 in Den Haag (Niederlande). Es war die 20. Ausgabe des von der öffentlich-rechtlichen Rundfunkanstalt Sveriges Television veranstalteten Wettbewerbs. Tomas Ledin gewann den Wettbewerb mit seinem Lied Just Nu!.

## Format

### Konzept
Nachdem alle bisherigen Ausgaben des Melodifestivalen von Sveriges Radio produziert wurden, war fortan Sveriges Television für die Produktion zuständig. Hintergrund ist die Aufspaltung von Sveriges Radio, der Bereich Fernsehen wurde dabei in die neugegründete Gesellschaft Svergies Television, kurz SVT übertragen. Noch heute ist SVT für die Produktion des Melodifestivalen verantwortlich.
Ab diesem Jahr verzichtete SVT auf verschiedene Dirigenten, es stand nur noch ein Dirigent für die Beiträge zur Verfügung. In diesem Jahr war dies Anders Berglund.
Wie in den Vorjahren bewerteten wieder Jurygruppen, dieses Mal vor allem mit Personen jünger als 25 Jahren besetzt, die Beiträge des Finales. Jede Jurygruppe bestand dabei aus elf Personen. Als Bewertungsgrundlage wurde dafür das seit 1975 beim Eurovision Song Contest bekannte Douze-Points-Punkteschema genutzt. Der von einer Jury favorisierte Beitrag erhielt dabei, analog zum internationalen Wettbewerb, 12 Punkte, gefolgt von 10 Punkten für den zweiten und 8 Punkte für den dritten Platz, die von einer Jury auf die Plätze vier bis zehn gewählten Beiträge erhielten absteigend 7 bis einen Punkt. Eine Jury vergab damit insgesamt 58 Punkte.

### Beitragswahl
Erneut wurde ein öffentlicher Aufruf zur Einreichung von Beiträgen gestartet. So waren alle in Schweden gemeldeten Personen berechtigt Beiträge einzureichen. Größte Änderung gegenüber dem Vorjahr war die Einbeziehung von Musikverlagen, die dem schwedischen Musikverlegerverband Musikförläggarna angeschlossen waren, in den Einsendungs- und Bewertungsprozess. Alle eingereichten Beiträgen wurden dabei von einem Musikverlag gesichtet. Jeder Musikverlag hatte, gemessen an seiner Größe, einen prozentualen Anteil an Beiträgen, die er an SVT senden konnte. Etwa 120 Beiträge gingen bei der Wettbewerbsleitung ein, ehe sie einer Jury zur Bewertung vorlegt wurden. Diese wählte die zehn teilnehmenden Beiträge aus. Aufgrund des Konzeptes lässt sich die Zahl aller Einsendungen bei den Musikverlagen nicht beziffern, verschiedene Quellen sprechen von rund 1000 bis 3000 Beiträgen, im Vorjahr gingen 425 Beiträge ein.

## Teilnehmer

### Zurückkehrende Teilnehmer
| Interpret                                    | Vorheriges Teilnahmejahr                                           |
| -------------------------------------------- | ------------------------------------------------------------------ |
| Eva Dahlgren                                 | 1979                                                               |
| Kikki Danielsson (als Teil der Gruppe Chips) | 1978 (als Teil der Formation Kikki Danielsson, Lasse Holm & Wizex) |
| Lasse Holm (als Teil der Gruppe Chips)       | 1978 (als Teil der Formation Kikki Danielsson, Lasse Holm & Wizex) |
| Ted Gärdestad (im Duett mit Annica Boller)   | 1973, 1975, 1979                                                   |
| Tomas Ledin                                  | 1972, 1977, 1978, 1979                                             |

*Fett-markierte Teilnahmejahre stehen für Sieger des Melodifestivalen.

## Finale

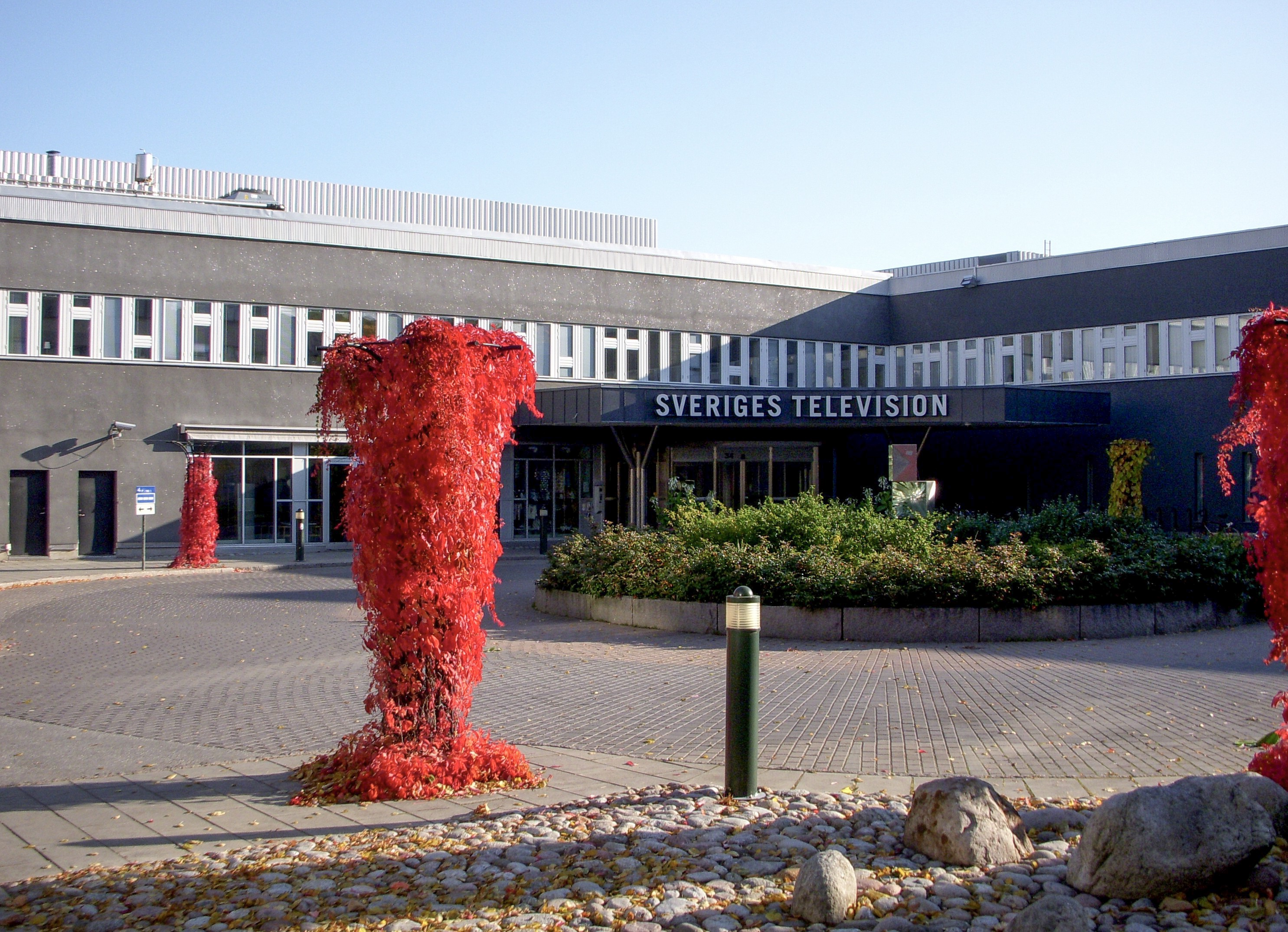
Der Eingang zum Gebäudekomplex TV-huset in Stockholm, von der Oxenstiernsgatan aus gesehen, im September 2008

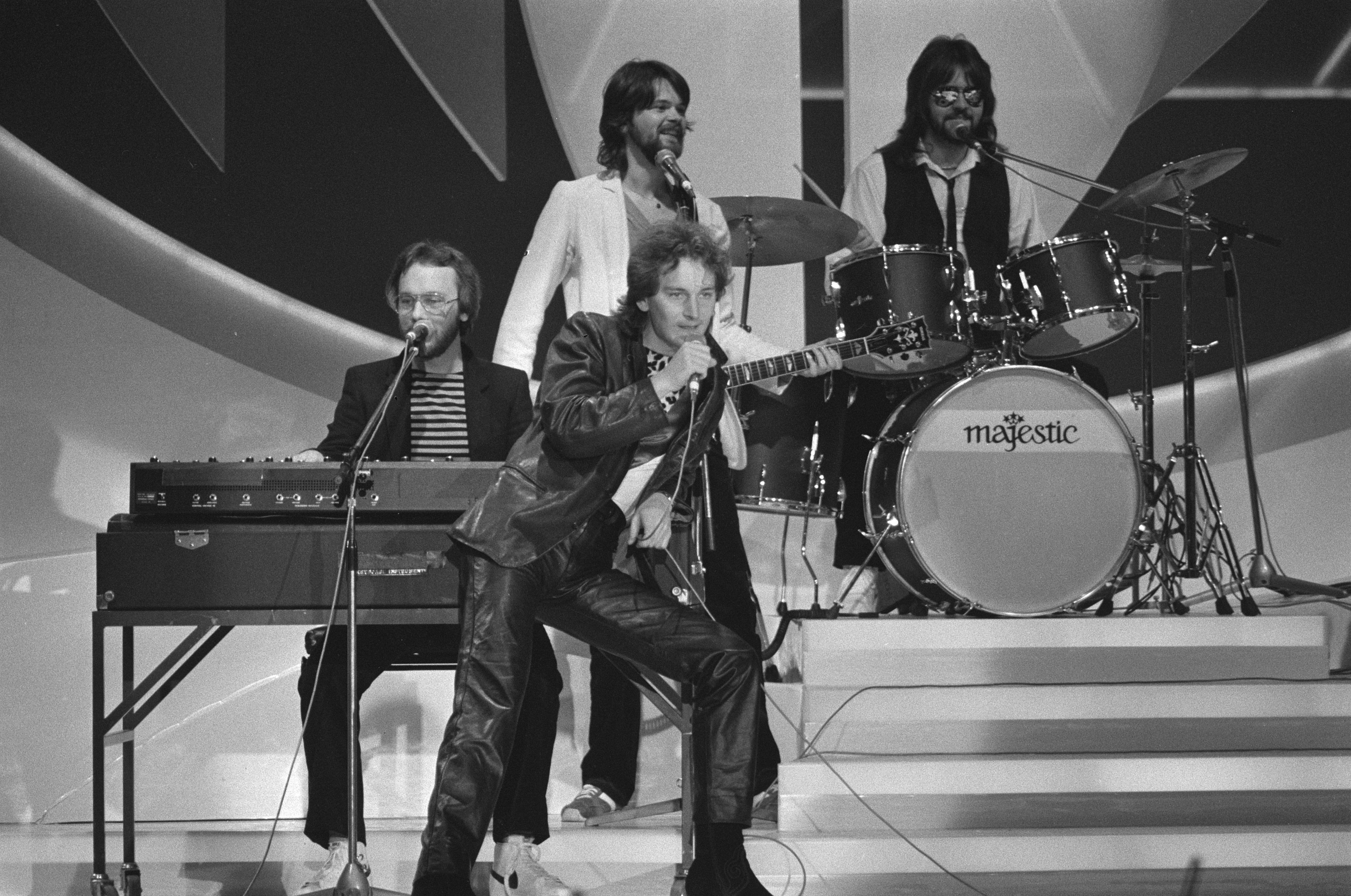
Der Gewinner Tomas Ledin bei seinem Auftritt beim Eurovision Song Contest 1980

Das Finale fand am 8. März 1980 um 19:30 Uhr (MEZ) in Studio 1 des TV-huset in Stockholm statt. Als Gastgeber fungierte Bengt Bedrup. Im Gegensatz zu den beiden Vorjahren handelte es sich nicht um eine voraufgezeichnete Sendung, das Finale wurde live übertragen.
| Platz | Startnr. | Interpret                     | Lied Musik (M) und Text (T)                                      | Übersetzung (inoffiziell)      | Luleå | Falun | Karlstad | Götebro | Umeå | Örebro | Norrköping | Malmö | Sundsvall | Vaxjö | Stockholm | Gesamt |    |   |             |                           |                |    |   |    |    |    |    |    |    |    |   |    |     |
| --- | -------- | ----------------------------- | ---------------------------------------------------------------- | ------------------------------ | ----- | ----- | -------- | ------- | ---- | ------ | ---------- | ----- | --------- | ----- | --------- | ------ | -- | - | ----------- | ------------------------- | -------------- | -- | - | -- | -- | -- | -- | -- | -- | -- | - | -- | --- |
| Platz | Startnr. | Interpret                     | Lied Musik (M) und Text (T)                                      | Übersetzung (inoffiziell)      | Luleå | Falun | Karlstad | Götebro | Umeå | Örebro | Norrköping | Malmö | Sundsvall | Vaxjö | Stockholm | Gesamt | 1. | 1 | Tomas Ledin | Just nu! M/T: Tomas Ledin | Im Augenblick! | 12 | 8 | 10 | 10 | 10 | 12 | 10 | 12 | 12 | 6 | 10 | 112 |
| 2. | 9        | Janne Lucas Persson           | Växeln hallå M: Lasse Holm, T: Gert Lengstrand                   | Hallo, Telefonistin            | 10    | 7     | 7        | 12      | 12   | 10     | 7          | 4     | 7         | 12    | 8         | 96     |    |   |             |                           |                |    |   |    |    |    |    |    |    |    |   |    |     |
| 3. | 7        | Liza Öhman                    | Hit men inte längre M/T: Bengt Palmers                           | Hier, aber nicht weiter        | 7     | 10    | 8        | 8       | 8    | 7      | 6          | 10    | 10        | 8     | 12        | 94     |    |   |             |                           |                |    |   |    |    |    |    |    |    |    |   |    |     |
| 4. | 6        | Chips                         | Mycke' mycke' mer M/T: Torgny Söderberg, Lasse Holm              | Viel viel mehr                 | 8     | 6     | 5        | 5       | 4    | 5      | 12         | 8     | 5         | 10    | 7         | 75     |    |   |             |                           |                |    |   |    |    |    |    |    |    |    |   |    |     |
| 5. | 5        | Ted Gärdestad & Annica Boller | Låt solen värma dig M: Ted Gärdestad, T: Kenneth Gärdestad       | Lass dich von der Sonne wärmen | 6     | 2     | 12       | 7       | 7    | 3      | 4          | 7     | 6         | 2     | 1         | 57     |    |   |             |                           |                |    |   |    |    |    |    |    |    |    |   |    |     |
| 6. | 3        | Kenta                         | Utan att fråga M: Kenta Gustafsson, Bo Rosendahl, T: Peter Ström | Ohne zu fragen                 | 5     | 12    | 6        | 6       | 6    | 8      | 3          | 2     | 3         | 3     | 2         | 56     |    |   |             |                           |                |    |   |    |    |    |    |    |    |    |   |    |     |
| 7. | 4        | Eva Dahlgren                  | Jag ger mig inte M/T: Eva Dahlgren                               | Ich gebe nicht auf             | 4     | 5     | 3        | 4       | 2    | 6      | 8          | 5     | 2         | 5     | 4         | 48     |    |   |             |                           |                |    |   |    |    |    |    |    |    |    |   |    |     |
| 7. | 10       | Tania                         | Å sjuttiotal M/T: Torgny Söderberg                               | In den siebziger Jahren        | 3     | 3     | 2        | 1       | 1    | 2      | 5          | 3     | 8         | 7     | 6         | 41     |    |   |             |                           |                |    |   |    |    |    |    |    |    |    |   |    |     |
| 9. | 2        | Paul                          | Tusen sekunder M: Britta Johansson, T: Torgny Söderberg          | Tausend Sekunden               | 2     | 4     | 1        | 2       | 3    | 1      | 2          | 6     | 4         | 4     | 3         | 32     |    |   |             |                           |                |    |   |    |    |    |    |    |    |    |   |    |     |
| 10. | 8        | Lasse Lindbom                 | För dina bruna ögons skull M: Mats Persson, M/T: Per Gessle      | Für deine braunen Augen        | 1     | 1     | 4        | 3       | 5    | 4      | 1          | 1     | 1         | 1     | 5         | 27     |    |   |             |                           |                |    |   |    |    |    |    |    |    |    |   |    |     |
| Jury-Punktesprecher |          |                               |                                                                  |                                |       |       |          |         |      |        |            |       |           |       |           |        |    |   |             |                           |                |    |   |    |    |    |    |    |    |    |   |    |     |
| - Luleå – Annalena Hedman - Falun – Anna-Kajsa Vilje - Karlstad – Ulf Schenkmanis - Göteborg – Rune Rustman - Umeå – Fredrik Burgman - Örebro – Agne Jälevik - Norrköping – Larz-Thure Ljungdahl - Malmö – Kåge Gimtell - Sundsvall – Maritta Selin - Växjö – Stig Tornehed - Stockholm – Arne Weise |          |                               |                                                                  |                                |       |       |          |         |      |        |            |       |           |       |           |        |    |   |             |                           |                |    |   |    |    |    |    |    |    |    |   |    |     |